# Willis Feasey
Willis Feasey (* 28. August 1992 in Christchurch) ist ein ehemaliger neuseeländischer Skirennläufer. Der zehnfache neuseeländische Meister hatte seine Stärken in den Disziplinen Riesenslalom und Super-G und nahm 2018 an den Olympischen Winterspielen teil.

## Biografie
Willis Feasey stammt aus Twizel und begann im Alter von zwei Jahren mit dem Skifahren. Seine ersten Rennen bestritt er mit zehn. Er trainiert am Coronet Peak bei Queenstown und startet für den Wanaka Ski and Snowsports Club.
Noch vor seinem 15. Geburtstag bestritt er in Neuseeland seine ersten FIS-Rennen. Im selben Jahr ging er erstmals im Australia New Zealand Cup (ANC) an den Start. Bei seinen ersten Juniorenweltmeisterschaften im Januar 2011 in Crans-Montana startete er in allen Disziplinen und erreichte in der Kombination Rang 21 als Bestleistung. Daran konnte er bei vier Starts ein Jahr später in Roccaraso nicht anschließen. Im Februar 2013 trat er bei seinen ersten Weltmeisterschaften in Schladming in vier Rennen an und beendete Abfahrt und Riesenslalom auf den Rängen 38 und 70.
Am 7. Dezember 2013 gab er im Super-G von Beaver Creek sein Weltcup-Debüt und startete seither vor allem in Riesenslaloms. Nur zwei Tage später zog er sich in einem Riesenslalom in Loveland eine Schulterluxation zu, die eine Rennpause von rund zwei Monaten zur Folge hatte. Auf die Olympischen Winterspiele in Sotschi musste er verzichten. Bei den Weltmeisterschaften 2015 in Vail startete er erstmals in allen Disziplinen, konnte sich aber nur in Kombination (Rang 37) und Abfahrt (Rang 40) klassieren. Nachdem er sich im Australia New Zealand Cup über die Jahre gesteigert hatte, gewann er im September 2016 als erster Neuseeländer die Gesamtwertung. Seine dritten Weltmeisterschaften 2017 in St. Moritz schloss er mit Rang 34 im Super-G ab.
Bei seinen ersten und einzigen Olympischen Winterspielen in Pyeongchang belegte er die Ränge 36 und 37 in Riesenslalom und Super-G. Im Slalom schied er im ersten Durchgang aus. In den folgenden Jahren nahm Feasey zwei weitere Male an Weltmeisterschaften teil, seine besten Resultate gelangen ihm bei seiner letzten Teilnahme 2021 in Cortina d’Ampezzo mit den Rängen 26 und 28 in Riesenslalom und Super-G. Im Australia New Zealand Cup gewann er 2022 nach sechsjähriger Sieglosigkeit noch zwei Super-Gs auf seiner Heimstrecke. Bei insgesamt 33 Weltcup-Starts gelang es ihm nie, sich für den zweiten Durchgang eines Rennens zu qualifizieren. Seine letzten Wettkämpfe bestritt er im September 2023 auf dem Coronet Peak, ehe er mit den Worten „Ich bin zu alt und zu langsam“ offiziell seinen Rücktritt verkündete.

## Erfolge

### Olympische Spiele
- Pyeongchang 2018: 36. Riesenslalom, 37. Super-G

### Weltmeisterschaften
- Schladming 2013: 38. Abfahrt, 70. Riesenslalom
- Vail/Beaver Creek 2015: 37. Kombination, 40. Abfahrt
- St. Moritz 2017: 34. Super-G
- Åre 2019: 34. Riesenslalom
- Cortina d’Ampezzo 2021: 26. Riesenslalom, 28. Super-G

### Australia New Zealand Cup
- Saison 2011: 10. Super-G-Wertung[A 1]
- Saison 2013: 3. Gesamtwertung, 1. Super-G-Wertung, 4. Kombinationswertung, 5. Abfahrtswertung, 7. Riesenslalomwertung
- Saison 2015: 8. Gesamtwertung, 7. Riesenslalomwertung
- Saison 2016: 1. Gesamtwertung, 1. Super-G-Wertung, 3. Riesenslalomwertung
- Saison 2017: 5. Riesenslalomwertung
- Saison 2018: 9. Gesamtwertung, 3. Super-G-Wertung
- Saison 2019: 7. Super-G-Wertung
- Saison 2022: 3. Gesamtwertung, 1. Super-G-Wertung
- Saison 2023: 10. Riesenslalomwertung
- 14 Podestplätze, davon 5 Siege:

| Datum              | Ort          | Land       | Disziplin    |
| ------------------ | ------------ | ---------- | ------------ |
| 18. September 2013 | Mount Hutt   | Neuseeland | Super-G      |
| 23. August 2016    | Mount Hotham | Australien | Riesenslalom |
| 6. September 2016  | Mount Hutt   | Neuseeland | Super-G      |
| 27. August 2022    | Coronet Peak | Neuseeland | Super-G      |
| 27. August 2022    | Coronet Peak | Neuseeland | Super-G      |

1. ↑  Die Rennen des Australia New Zealand Cup werden jährlich im August und September (Südwinter) ausgetragen und bereits der kommenden, internationalen Saison zugerechnet.

### Juniorenweltmeisterschaften
- Crans-Montana 2011: 21. Super-Kombination, 51. Slalom, 60. Riesenslalom, 67. Abfahrt
- Roccaraso 2012: 34. Super-G, 53. Riesenslalom

### Weitere Erfolge
- 10 neuseeländische Meistertitel (Riesenslalom 2014, 2015, 2016, 2017, 2019, 2021 und 2022, Slalom 2015, Super-G 2016 und 2018)
- 8 Siege in FIS-Rennen